# 1917年大西洋飓风季
1917年大西洋飓风季确认存在九个热带气旋，其中四个曾经登陆。7月6日，本季第一个天气系统在向风群岛以东海域出现，经过群岛和加勒比海并先后吹袭洪都拉斯、伯利兹及墨西哥，再于7月14日逐渐消散。接下来大西洋盆地进入沉寂，直到三个多星期后才有热带风暴在百慕大成型。气旋掠过新英格兰东部，南塔克特附近有四艘船只沉没，导致41人遇难。风暴产生的大风还对新斯科舍构成破坏，最终于8月10日转变成温带气旋。
8月30日，中大西洋上空形成飓风，之后在百慕大东侧经过期间引起海潮高涨。除此以外风暴产生的影响很小，于9月5日转变成温带气旋。接下来形成的四个热带低气压都未能达到热带风暴强度，但随之而来的第四号飓风非常强劲，最高强度达到现代萨菲尔-辛普森飓风等级下的四级飓风标准，对牙买加、古巴和美国墨西哥湾沿岸部分地区构成重创，并以佛罗里达州西北狭长地带灾情特别严重。整场风暴共导致35人遇难，损失数额至少有17万美元。
这年飓风季的活跃程度还经累积气旋能量指数反映出来，数值为61。大致来说，气旋能量指数通过飓风强度和持续时间计算，强度越高、持续时间越长的风暴，其指数也相应越高。

## 风暴

### 第一号热带风暴
据天气图显示，7月6日向风群岛以东海域有低压槽存在。协调世界时早上6点，巴巴多斯东南方向约130公里洋面发展出热带低气压。气旋向西北偏西移动，经过向风群岛后于7月7日清晨进入加勒比海，并于当天增强成热带风暴。7月8日达到持续风速每小时85公里的最高强度后，风暴开始减弱，强度在7月10日清晨回落到热带低气压水平。次日清晨，气旋吹袭洪都拉斯，然后短暂返回加勒比海，但不久后又于7月12日早上6点袭击伯利兹，再于约24小时后进入坎佩切湾。7月14日中午，风暴吹袭塔毛利帕斯州坦皮科以南地区。韦拉克鲁斯的24小时降雨量达到100毫米。

### 第二号热带风暴
8月6日凌晨0点，百慕大以西洋面的低气压区发展出热带风暴。气旋起初向西飘移并略有增强，到8月9日已转向北上，移动速度开始加快。经过进一步强化，风暴于8月10日清晨达到风力时速110公里、最低气压994毫巴（百帕，29.4英寸汞柱）的最高强度，风速和气压都是由南塔克特浅滩灯塔船测得。马萨诸塞州南塔克特近海有四艘船只失踪，估计导致41人遇难。风暴继续向东北移动，于8月11日凌晨0点在朝温带气旋转变的同时登陆新不伦瑞克圣约翰县（Saint John County），温带残留当晚在拉布拉多海上空消散。新斯科舍有数十艘船只搁浅，雅茅斯（Yarmouth）的风速达到每小时103公里，致使树木、电缆、窗户和屋顶受损。安纳波利斯谷（Annapolis Valley）的农作物普遍受到影响，15个谷仓受损或被毁。

### 第三号飓风
天气图纪录表明，8月30日小安的列斯群岛和佛得角之间有低气压区存在，并于中午12点在法属圭亚那开云东北方向约1400公里海域发展出热带风暴。气旋向西北偏西移动，于8月31日清晨达到一级飓风标准，并且又在次日增强成二级飓风。经过进一步强化，风暴在9月3日晚向北移动期间成为三级飓风，然后在次日清晨达到风力时速195公里，最低气压980毫巴（百帕，29英寸汞柱）的最高强度。9月4日晚从百慕大以东海域经过期间，岛上出现“前所未有的高涨海潮”。圣大卫岛的集市广场部分被淹，希格斯岛有大片陆地被水冲走。风暴加速向东北移动，强度在9月5日中午12点左右回落至二级飓风标准。飓风逐渐失去热带天气系统特征，于次日凌晨0点在纽芬兰岛开普雷斯（Cape Race）东南方向约470公里洋面转变成温带气旋。风暴残留向东北前进，最终于9月7日在冰岛附近逐渐消散。

### 第四号飓风
9月20日，巴巴多斯东北偏东约260公里海域形成热带风暴。气旋当天从圣卢西亚和马提尼克之间经过小安的列斯群岛。9月21日进入加勒比海后，风暴的增强速度加快，仅七小时后就强化成一级飓风，再于次日经过海地蒂布龙半岛（Tiburon Peninsula）期间进一步增强成二级飓风。9月23日晚，气旋吹袭牙买加北岸，然后返回加勒比海。9月24日早上6点左右，风暴达到三级飓风强度，再于约24小时后成为四级飓风。
古巴气象研究所的拉蒙·佩雷斯（Ramón Perez）估计，飓风气压于9月25日降至928毫巴（百帕，27.4英寸汞柱）的最低值。大西洋飓风数据库中的最大持续风速每小时240公里便是根据这项气压值推算得出。接下来六小时里，风暴从古巴比那尔德里奥省东部登陆，再于当晚进入墨西哥湾。8月27日清晨，正朝西北前进的气旋强度回落至三级飓风标准。风暴一度总体朝北面行进，逐渐逼近路易斯安那州东南部，再于当晚回转东北。9月29日凌晨2点，飓风以风力时速185公里强度从佛罗里达州华尔顿堡滩附近登陆。不久后，气旋迅速减弱成一级飓风，再过数小时又进一步消退成热带风暴。9月30日清晨，风暴在乔治亚州转变成温带气旋，飓风残留在约六小时后完全消散。
小安的列斯群岛包括多米尼克、瓜德罗普和圣卢西亚在内的多个岛屿遭遇狂风暴雨。飓风对牙买加的香蕉和椰树种植园构成重创，荷兰湾（Holland Bay）的通讯受到干扰，该岛北半部受到的破坏最为严重。新赫罗纳许多建筑质量很好的建筑也被狂风摧毁，全城变得满目疮痍。比那尔德里奥省部分果园和庄稼毁于一旦。路易斯安那州和密西西比州所受整体影响较小，基本局限于农作物和木材林受损。路易斯安那州有十人淹死。更东面的阿拉巴马州莫比尔有部分树木和房屋的屋顶受损，街道上散落着各种垃圾。佛罗里达州彭萨科拉的通讯中断，许多小船搁浅，多个码头、船坞及船库受到影响。彭萨科拉地区的损失总额估计为17万美元左右。佛罗里达州共有五人死亡，并且全部发生在克雷斯特韦。

### 其他风暴
除上述四个达到热带风暴强度的天气系统外，本季还发展出另外五个热带低气压。其中第一个很可能是9月12日在非洲西岸近海由东风波发展而成，天气图及综合海洋大气数据集的记载都表明系统内存在闭合环流，气旋在9月14日后失去踪影。这天小安的列斯群岛以东较远处洋面还发展出另一个热带低气压，有一艘船只测得每小时65公里风速，表明气旋有可能在9月15日短暂增强成热带风暴，但估计风暴也就是在15日当天消散。
下一个热带低气压于9月14日在佛罗里达州东岸近海短暂存在，很快就转变成温带气旋，但风暴残留还沿美国东岸持续数天时间。南塔克特测得时速111公里的阵风，估计温带残留很可能于9月20日在纽芬兰岛附近消散。9月14日，墨西哥湾内又有低压槽发展成热带低气压。气旋次日登陆路易斯安那州，于9月16日消退成密西西比州和阿肯色州上空杂乱无章的雷暴区。最后一个热带低气压也是本季最后一个气旋，于10月19日经中大西洋上空的低压槽发展而成，最终于两天后被冷锋吸收。